# دانيال كايزر
دانيال كايزر (بالألمانية: Daniel Kaiser)‏ (18 أكتوبر 1990 بألمانيا - ) هو لاعب كرة قدم ألماني في مركز الوسط. لعب مع شتوتغارت كيكرز وStuttgarter Kickers II ‏.

## وصلات خارجية
- دانيال كايزر على موقع قاعدة بيانات كرة القدم.إي يو (الإنجليزية)
- دانيال كايزر على موقع بيانات كرة القدم. دي إي (الألمانية)
- دانيال كايزر على موقع Soccerway.com (الإنجليزية)
- دانيال كايزر على موقع عالم كرة القدم.نت (الإنجليزية)